# Internet Movie Database
Internet Movie Database (IMDb)  je spletna podatkovna baza o filmih in televizijskih programih ter filmskih igralcih. Spletišče je od leta 1998 v lasti Amazona, deluje pa od leta 1990. Decembra 2006 je IMDb imel podatke o 889.844 filmih in 2.283.287 ljudeh iz filmskega sveta.